# Acropiesta radialis
Acropiesta radialis is een vliesvleugelig insect uit de familie van de Diapriidae. De wetenschappelijke naam van de soort is voor het eerst geldig gepubliceerd in 1964 door Hellen.